# 埃利塞伊納灣
62°29′42″S 60°10′47″W / 62.49500°S 60.17972°W

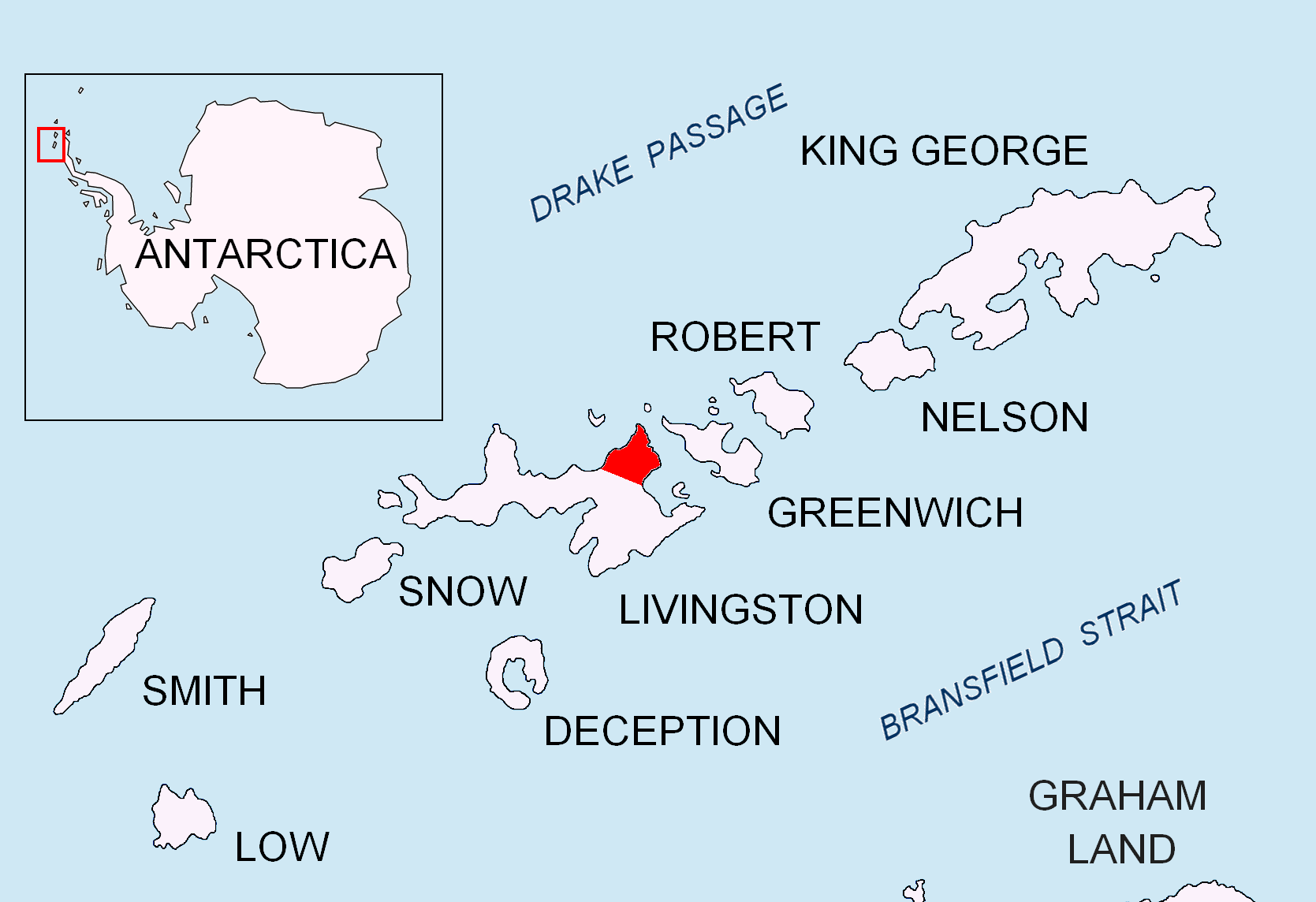

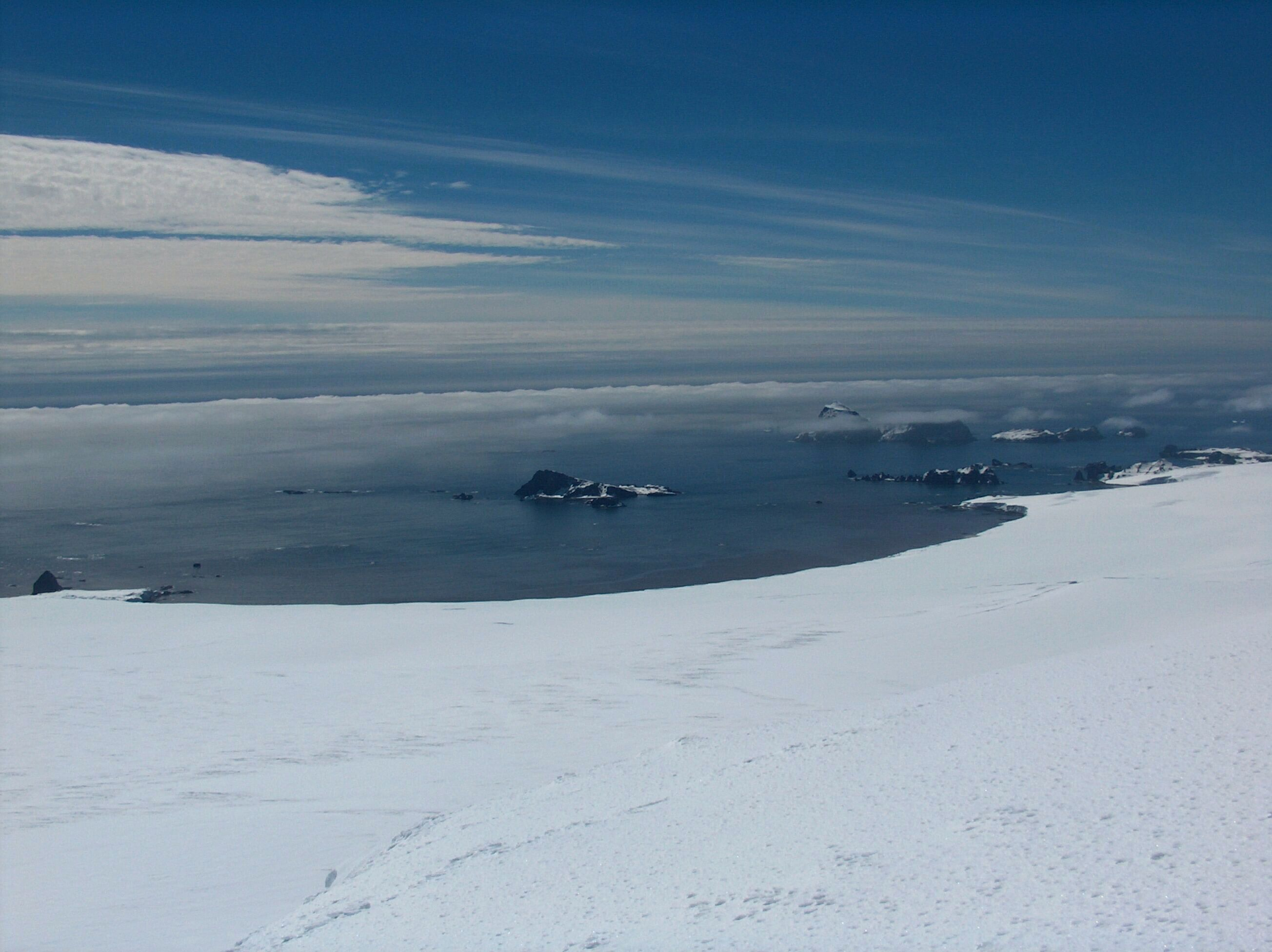

埃利塞伊納灣（Eliseyna Cove），是南極洲的海灣，位於南設得蘭群島的利文斯頓島西北面，處於西丁斯角東北面10.22公里、威廉斯角西南面5.24公里，長1.4公里、寬3公里，以保加利亞西部城鎮命名，現時由南極條約體系管理。